# Oman na Letnich Igrzyskach Olimpijskich Młodzieży 2010
Oman na Letnich Igrzyskach Olimpijskich Młodzieży w Singapurze w 2010 reprezentowało 2 sportowców w 2 dyscyplinach.

## Skład kadry

### Jeździectwo
- Sultan Al Tooqi - 27 miejsce w kwalifikacjach (28 punktów)

### Pływanie
- Shinoona Al Habsi - bieg na 100 m - 7 miejsce w kwalifikacjach (14.29)